# Gueïda Fofana
Pour les articles homonymes, voir Fofana.
 (juin 2025).
Si vous disposez d'ouvrages ou d'articles de référence ou si vous connaissez des sites web de qualité traitant du thème abordé ici, merci de compléter l'article en donnant les références utiles à sa vérifiabilité et en les liant à la section « Notes et références ».
En pratique : Quelles sources sont attendues ? Comment ajouter mes sources ?
Gueida Fofana, né le 16 mai 1991 au Havre, est un footballeur franco-malien devenu entraîneur qui évoluait au poste de milieu de terrain. 
En 2017, il est contraint de mettre un terme à sa carrière sportive à seulement vingt-cinq ans à la suite de blessures à répétition. Il se reconvertit alors en tant qu’entraîneur. Il est depuis 2019, l'entraîneur de l'équipe réserve de l'Olympique lyonnais. Mi-avril 2025, envoyé à Molenbeek, autre club de Textor, pour les barrages d’accession en Jupiler League.
Ses frères Guessouma et Mamadou, sont également footballeurs professionnels.

## Biographie

### Joueur
Il a fait ses débuts dans le club amateur de son quartier l'ES Mont-Gaillard. Il a par la suite intégré le centre de formation du Havre AC à l'âge de 12 ans, dans lequel il fait des merveilles.
Sélectionné dans toutes les catégories d'âge depuis les moins de 16 ans, il est le capitaine de cette équipe depuis la sélection des moins de 17 ans mais aussi le meneur de cette génération championne d'Europe des moins de 19 ans.
Le sélectionneur des moins de 20 ans, Francis Smerecki, présente son capitaine comme « un joueur moderne alliant volume de jeu, sens de la récupération, participation offensive et prise de parole sur le terrain ».

#### Le Havre AC
Il joue deux saisons en Ligue 2 avec son club formateur. Lors de la saison 2010/2011, il a effectué 34 apparitions et a marqué 3 buts. Son entraîneur, Cédric Daury, dira de lui qu'il « est un gros travailleur, un garçon très mature, intelligent, qui sait se poser les bonnes questions et prendre ses responsabilités. Il a une forte personnalité, c'est un joueur de caractère mais ce n'est pas un caractériel. Quant au jeu, il joue propre, a du volume, est complet et peut évoluer dans plusieurs registres. Et puis, c'est un leader. ».

#### Olympique lyonnais
Le 31 août 2011, il signe un contrat de quatre ans avec l'Olympique lyonnais. L'indemnité de transfert versée au Havre AC s'élève à 1,8 million d'euros.
Son arrivée était souhaitée notamment pour remplacer Jérémy Toulalan, parti durant le mercato estival en Liga à Málaga CF et rejoint les sept Lyonnais qu'il a côtoyés en Équipe de France des moins de 20 ans de football (dont Clément Grenier, Enzo Reale et Alexandre Lacazette). Gueida Fofana sera principalement mis en concurrence avec Maxime Gonalons, jeune milieu défensif formé à l'OL et à qui le club accorde une confiance en constante progression depuis la saison 2009-2010.
Fofana joue son premier match sous ses nouvelles couleurs, en remplaçant à la 90e Maxime Gonalons lors du match contre l'Ajax Amsterdam comptant pour la première journée de la phase de poule de la Ligue des champions de l'UEFA. Le 7 décembre 2011, il participe à la victoire exceptionnelle de l'OL en Ligue des champions sur la pelouse du Dinamo Zagreb, délivrant notamment sa première passe décisive. Grâce à un score de 1-7, les Lyonnais reprennent contre toute attente la seconde place de leur groupe à la différence de buts et accèdent aux huitièmes de finale pour la neuvième année consécutive.
Grâce à ses bonnes prestations avec l'OL, il est sélectionné avec les espoirs français pour le match face à l’Italie le 28 février 2012, il joue les vingt dernières minutes du match (1-1), en remplaçant son coéquipier de club, Clément Grenier. Le 10 septembre 2012, Fofana effectue sa deuxième sélection avec l'équipe de France espoirs face au Chili (4-0). Entré en jeu en seconde période, Fofana inscrit son premier but avec les bleuets.
Le 4 octobre 2012 il marque un doublé en Ligue Europa face à l'Hapoël Ironi Kiryat Shmona permettant à Lyon de s'imposer 4 buts à 3.
Il marque son premier but en Ligue 1 face à Valenciennes et l'OL s'impose 2 buts à 0. Le 13 mars 2014, il inscrit son deuxième doublé en Ligue Europa face au FC Viktoria Plzeň, pour une victoire 4-1 de l'Olympique lyonnais à Gerland en huitièmes de finale aller.
Blessé gravement en mars 2014, il retrouve les terrains 14 mois jour pour jour après sa dernière apparition en Ligue 1 en rentrant en jeu face aux Girondins de Bordeaux le 16 mai 2015, jour de son anniversaire. Il se blesse à nouveau une semaine plus tard, le 23 mai 2015. Ce n'est que neuf mois plus tard qu'il refait son apparition sur une feuille de match, lors de la rencontre victorieuse contre le Paris Saint-Germain (2/1 le 28 février 2016).
Ses deux dernières saisons sont perturbées par une ostéonécrose de la cheville droite qui dure depuis 2014. Il subit des interventions chirurgicales en juillet 2014 et septembre 2015. Sous contrat jusqu'en juin 2017, le président de l'Olympique lyonnais Jean-Michel Aulas envisage en mai 2016 que Fofana cesse sa carrière de joueur et se reconvertisse dans l'encadrement technique de l'OL,.
Le 18 janvier 2017, dans un entretien accordé au site de l'OL, il annonce avoir été déclaré « inapte à la pratique du football », signant la fin de sa carrière professionnelle.

### Entraîneur

#### Olympique lyonnais
Après sa retraite de joueur, il reste à Lyon en tant qu'entraîneur des U14 pendant six mois. Il entraîne les U17 en 2017-2018.
En 2018, il devient entraîneur-ajoint de la réserve lyonnaise avant d'être nommé entraîneur en chef la saison suivante.
En avril 2022, après deux ans de formation au CNF Clairefontaine, il est diplômé du brevet d'entraîneur formateur de football (BEFF).[réf. souhaitée]

#### RWD Molenbeek
Le 23 avril 2025, le président du club lyonnais, John Textor, le nomme temporairement entraîneur principal du club belge de 2e division, le RWD Molenbeek, qualifié pour les barrages d’accession à la Jupiler Pro League.

## Statistiques
| Saison                | Club                  | Championnat           | Championnat | Championnat | Championnat | Coupe nationale | Coupe nationale | Coupe nationale | Coupe de la Ligue | Coupe de la Ligue | Coupe de la Ligue | Supercoupe | Supercoupe | Supercoupe | Compétition(s) continentale(s) | Compétition(s) continentale(s) | Compétition(s) continentale(s) | Compétition(s) continentale(s) | Total | Total | Total |
| Saison                | Club                  | Division              | M.          | B.          | P.d.        | M.              | B.              | P.d.            | M.                | B.                | P.d.              | M.         | B.         | P.d.       | Comp.                          | M.                             | B.                             | P.d.                           | M.    | B.    | P.d.  |
| 2009-2010             | Le Havre AC           | Ligue 2               | 30          | 1           | 1           | 1               | 0               | 0               | -                 | -                 | -                 | -          | -          | -          | -                              | -                              | -                              | -                              | 31    | 1     | 1     |
| 2010-2011             | Le Havre AC           | Ligue 2               | 34          | 3           | 3           | -               | -               | -               | 2                 | 0                 | 0                 | -          | -          | -          | -                              | -                              | -                              | -                              | 36    | 3     | 3     |
| Sous-total            | Sous-total            | Sous-total            | 64          | 4           | 4           | 1               | 0               | 0               | 2                 | 0                 | 0                 | -          | -          | -          | -                              | -                              | -                              | -                              | 67    | 4     | 4     |
| 2011-2012             | Olympique lyonnais    | Ligue 1               | 18          | 0           | 0           | 4               | 0               | 0               | -                 | -                 | -                 | -          | -          | -          | C1                             | 3                              | 0                              | 1                              | 25    | 0     | 1     |
| 2012-2013             | Olympique lyonnais    | Ligue 1               | 27          | 2           | 2           | 1               | 1               | 0               | 1                 | 0                 | 0                 | 1          | 0          | 0          | C3                             | 8                              | 2                              | 1                              | 38    | 5     | 3     |
| 2013-2014             | Olympique lyonnais    | Ligue 1               | 25          | 2           | 1           | 1               | 0               | 0               | 3                 | 0                 | 0                 | -          | -          | -          | C1+C3                          | 4+6                            | 0+2                            | 0                              | 39    | 4     | 1     |
| 2014-2015             | Olympique lyonnais    | Ligue 1               | 2           | 0           | 0           | -               | -               | -               | -                 | -                 | -                 | -          | -          | -          | -                              | -                              | -                              | -                              | 2     | 0     | 0     |
| 2015-2016             | Olympique lyonnais    | Ligue 1               | -           | -           | -           | -               | -               | -               | -                 | -                 | -                 | -          | -          | -          | -                              | -                              | -                              | -                              | 0     | 0     | 0     |
| 2016-2017             | Olympique lyonnais    | Ligue 1               | -           | -           | -           | -               | -               | -               | -                 | -                 | -                 | -          | -          | -          | -                              | -                              | -                              | -                              | 0     | 0     | 0     |
| Sous-total            | Sous-total            | Sous-total            | 72          | 4           | 3           | 6               | 1               | 0               | 4                 | 0                 | 0                 | 1          | 0          | 0          | -                              | 21                             | 4                              | 2                              | 104   | 9     | 5     |
| Total sur la carrière | Total sur la carrière | Total sur la carrière | 136         | 8           | 7           | 7               | 1               | 0               | 6                 | 0                 | 0                 | 1          | 0          | 0          | -                              | 21                             | 4                              | 2                              | 171   | 13    | 9     |

## Palmarès

### En club
- Olympique lyonnais
  - Vainqueur de la Coupe de France en 2012.
  - Vainqueur du Trophée des champions en 2012.
  - Finaliste de la Coupe de la Ligue 2012 et 2014.

### En sélection
- France -17 ans
  - Finaliste du Championnat d'Europe des moins de 17 ans en 2008.

- France -19 ans
  - Vainqueur du Championnat d'Europe des moins de 19 ans en 2010.